# Burannoje (obwód orenburski)
Burannoje (ros. Буранное) – wieś (sieło) w Rosji, w obwodzie orenburskim, w rejonie sol-ileckim. W 2010 liczyła 1418 mieszkańców.